# Зенит (спътник)
Вижте пояснителната страница за други значения на Зенит.
Зенит (на руски: Зени́т, е серия от военни разузнавателни спътници от СССР, изстрелвани от 26 април 1962 до 7 юни 1994 г. За да прикрият своето предназначение, им се дават поредни номера на спътниците от серията Kосмос. За 33 години са изстреляни над 500 спътника от серията, което го прави един от най-използваните в историята на космонавтиката.

## Описание
Основната конструкция на спътника Зенит е сходен с пилотирания космически кораб „Восток“. Състои се от сферична спускаема капсула с диаметър 2,3 m, маса около 2400 кг. Тази капсула съдържа специалните технически средства (фотографски, фототелевизионни, радиоразузнавателни), както и спускаемите парашути. Другата част е орбиталния сервизен модул, в който са батериите, електронно оборудване, система за ориентация, течностно-горивни двигатели. Общата дължина на апарата е около 5 м, а общата маса е между 4600 кг и 6300 кг.
За разлика от американските спътници Корона, в спускаемия апарат кино- и фотокамерите се съхраняват в среда с контролирана температура и налягане. Това опростява дизайна и проектирането на системите на камерите, но значително увеличава теглото на спътника. Едно от предимствата е, че камерата може да се използва повторно.
В началото „Зенит“ се изстрелват с помощта на ракета носител Восток, а за по-новите версии се използвали Восход, и „Союз“. Първите полети са били изстрелвани от космодрума Байконур, а по нататък и от Плесецк.
Най-често „Зенит“ лети в леко елиптична орбита с перигей около 200 km и апогей между 250 и 350 km; а мисиите продължават обикновено между 8 и 15 дни.
Разработката на „Зенит“ е в ОКБ-1 под ръководството на Сергей Корольов и върви заедно с тази на Восток. Затова дизайнът им е еднакъв. След като Юрий Гагарин осъществява орбиталния си полет, разузнавателният спътник получава името „Зенит 2“. Първият опит за изстрелване на „Зенит“ се състои на 11 ноември 1961 г., но поради проблеми в третата степен на ракетата носител космическият апарат е унищожен. Вторият опит е успешно изстрелян на 26 април 1962 г. и публично е оповестен като Космос 4. Приземява се след три дни, но поради повреда в системата за ориентация получените снимки не са качествени. Третият „Зенит“ (Космос 7) стартира на 28 юли 1962 г. и успешно се завръща със снимки 11 дни по-късно. Разработени са няколко версии на спътника за различни мисии и полети използвани до 1994 година.

## Варианти на „Зенит“

### Зенит 2 (изделия 11Ф61 и 11Ф62)
„Зенит 2“ е първата версия, която започва да лети през 1961 г. (не е Зенит 1).
Оборудвана е с различни камери, но най-често е четирикамерна с 1000 mm фокусно разстояние, и една от 200 mm фокусно разстояние.
Всяка камера е с възможност 1500 кадъра на филма иснима от 200 км, като всеки кадър дава изображение от 60 km от 60 km квадрат. Основната резолюция е определена като 10 – 15 метра, въпреки че някои неофициални източници твърдят, че тя е много по-голяма и могат да се броят на автомобилите в един паркинг. Камерите са разработени в Красногорския оптико-механичен завод, близо до Москва.
Спътниците са съоръжени с т.нар. ELINT – оборудване за получаване на НАТО-вски радарни сигнали. Спътниците носят параболична антена, около 1 м в диаметър, която е свързана с това оборудване. Въпреки това не е ясно дали на антената предава записани сигнали към Земята или е за прихващане на радарни сигнали. В последния случай те биха били записани на магнитна лента, за да бъдат дешифрирани след завръщането на спускаемата капсула.
Изстреляни са 81 спътника „Зенит 2“, 58 са успешни и 11 са частично успешни. 12 мисии са неуспешни: 5 – заради неизправност на спътника и 7 поради повреда в ракетата носител.
Първи полет – Kосмос 4, 1962 г. Последен полет – Космос 344, 1970 г.

### Зенит 2M (Хектор, изделие 11Ф690)
Подобренията включват нова система на камерата и добавяне на слънчеви панели. Тъй като масата на космическия апарат нараства до 6300 кг, ракетата „Восток“ е заменена от „Восход“ и „Союз“.
Първи полет – Космос 208, 1968 г. Последен полет – Космос 1044, 1978 г.

### Зенит 4 (Восток 4, изделие 11Ф69)
За разлика от „Зенит 2“ за „Зенит 4“ е разсекретена малко информация. „Зенит 4“ е предназначен за фотографии с висока резолюция и има една камера с 3000 mm фокусно разстояние, както и 200 mm камера. Фокусното разстояние на основната камера е по-голяма от диаметъра на капсулата, така че на камерата се използвали огледала, които да отразяват светлината.
За „Зенит 4“ (с маса 6300 кг – с около 1500 повече от Зенит 2) се използва по-тежката ракета „Восход“. Има около 76 изстрелвания. Първи полет – Космос 22, 1963 г. Последен полет – Космос 355, 1970 г.

### Зенит 4 М (Ротор, изделие 11Ф691)
Подобрена версия на „Зенит 4“, Зенит 4M има нова камера, слънчеви панели, както и маневрен двигател, чрез който орбитата на спътника може да се променя по време на мисията. Мисията е продължавала около 13 дни.
Първи полет – Космос 251, 1968 г. Последен полет – Космос 667, 1974 г.

### Зенит 4 МК / Зенит 4 МКМ (Хермес, изделие 11Ф692)
Те са версии на „Зенит 4“, специално предназначени да летят в по-ниски орбити за подобряване на резолюцията на изображението. Някои източници твърдят, че са снабдени с устройства за компенсиране на аеродинамично съпротивление и да е устойчива на въздействието на аеродинамичното загряване (пренасочване на излишната топлина).
Първи полет – Космос 371, 1970 г. Последен полет – Космос 1214, 1980 г.

### Зенит 4 МТ (Орион, изделие 11Ф629)
Специална версия на „Зенит 4M“, предназначена за топографска фотография. Той носи SA-106 топографска камера, лазерен алтиметър и доплер апаратура.
Първи полет – Космос 470, 1971 г. Последен полет – Космос 1398, 1982 г.

### Зенит 6U (изделие 11Ф645)
„Универсална“ версия на „Зенит“, предназначена за мисии както за ниски височини на орбитите така и за по-високи орбити, общи мисии за наблюдение. Всички полети са използвали ракета носител „Союз“. Има 96 изстрелвания.
Първи полет – Космос 867, 1976 г. Последен полет – Космос 1685, 1985 г.

### Зенит 8 (SHAPE, Ресурс, изделие 17Ф116)
Това е била версия, предназначена за военна картографска фотография. Той използва за стартиране ракета носител „Союз“ и стартира както от „Байконур“, така и от „Плесецк“. Той е имал 15 дни орбитален живот. Подобни спътници са имали наимемование „Ресурс“.
Първи полет – Космос 1571, 1984 г. Последен полет – Космос 2281, 1994 г. Това е изобщо последния полет на апарат от типа „Зенит“.